# Некрасов, Сергей Михайлович
Сергей Михайлович Некрасов (род. 4 сентября 1947, Пушкин, Ленинград) — историк, культуролог, сценарист. Автор ряда монографий и многочисленных статей по проблемам музееведения, истории русской культуры и общественной мысли XVIII-начала XIX веков. Автор сценариев научно-популярных кино- и телефильмов, телевизионных программ, посвященных А. С. Пушкину, его современникам и потомкам, Царскосельскому Лицею и его воспитанникам. Директор Всероссийского музея А. С. Пушкина. Заслуженный деятель искусств Российской Федерации (2005).

## Биография
Родился 4 сентября 1947 года в городе Пушкине (бывш. Царском Селе). Окончил Ленинградский государственный институт театра, музыки и кинематографии. С 1967 года работает в музеях Ленинграда. С января 1988 года — директор Всероссийского музея А. С. Пушкина. Почётный гражданин г. Пушкина. Женат, имеет сына.

## Вклад в развитие Всероссийского музея А. С. Пушкина
С 1988 года — времени вступления в должность директора Всероссийского музея А. С. Пушкина С. М. Некрасова — музей изменил свой статус, став особо ценным объектом национального достояния народов России, значительно расширил международные связи, пополнил фонды.
Под руководством и при непосредственном участии С. М. Некрасова, члена Государственной комиссии по подготовке и проведению 200-летия со дня рождения А. С. Пушкина, была разработана и реализована Программа подготовки музея к Пушкинскому юбилею (1999) и 300-летию Санкт-Петербурга (2003), разработана Программа развития музея на 2001—2011 гг., ныне успешно реализованная, подготовлена Программа развития музея 2011—2016 гг. Созданы новые экспозиции: «А. С. Пушкин. Жизнь и творчество», «Живем мы памятью Лицея», «Музей Г. Р. Державина и русской словесности его времени», которые прочно вошли в состав Всероссийского музея А. С. Пушкина, уже имевшего в свой структуре несколько музейных объектов. В настоящий момент в состав музейного комплекса входят 6 литературно-мемориальных музеев на территории Петербурга и г. Пушкина.
Результат разносторонней научной и творческой деятельности С. М. Некрасова — возрождение уникальной усадьбы Г. Р. Державина, по счастью сохраненной временем и судьбой, и создание Музея-усадьбы Г. Р. Державина, ставшего одним из подлинных музейно-культурных центров Санкт-Петербурга, имеющих общероссийское значение, и новым знаковым памятником города на Неве.
Всемирный клуб петербуржцев (президент клуба — М. Б. Пиотровский) в 2011 году присудил почетный Знак соответствия и почетный диплом за достижения в области сохранения и развития петербургских традиций градостроительства, архитектуры, синтеза искусств и благоустроительной деятельности объекту «Музей Г. Р. Державина и русской словесности его времени» в номинации «Создание нового музейно-просветительского комплекса на основе воссоздания памятника архитектуры, истории
и культуры».
В 2015 году Всероссийский музей А. С. Пушкина получил Золотой диплом VI Российской национальной премии по ландшафтной архитектуре за проект «Городская усадьба Г. Р. Державина» в номинации «Лучший реализованный объект культурного и исторического наследия».
Основные принципы реконструкции Державинской усадьбы и создания на её основе музея изложены уже в качестве окончательного результата в альбоме-монографии «Музей Г. Р. Державина и русской словесности его времени» (СПб., 2008 / на русск. и англ. языках, переизд.: 2013).

## Научная и общественная деятельность
Кандидат исторических наук (1978).

Доктор культурологии (2000).

Профессор (2007).

Ведет большую научную и педагогическую работу. Ввел в научный оборот многочисленные неизвестные материалы из архивов и частных собраний России и Европы. Выступал с научными докладами на конференциях в университетах Белграда, Бонна, Парижа, а также на конференциях Международного Совета музеев (ИКОМ).

В течение 20 лет в странах Европы и США, в частных собраниях потомков лицеистов сумел обнаружить многочисленные рукописные и изобразительные материалы, свидетельствующие о жизни Лицейского Зарубежья. За разработку не изучавшейся до той поры темы лицейского зарубежья удостоен медали автора научного открытия РАЕН. Благодаря инициативе, энергии С. М. Некрасова в фонды музея поступили многие уникальные экспонаты из собрания потомков А. С. Пушкина и лицеистов.

С. М. Некрасов является инициатором проведения и художественным руководителем Международного Лицейского фестиваля «Царскосельская Осень» и ежегодного Праздника русской поэзии XVIII века, ставших заметным явлением культурной жизни Петербурга. По его инициативе были установлены мемориальная доска А. Ф. Смирдину и писателям пушкинского круга на Невском проспекте, д. 22, памятник Г. Р. Державину на наб. Фонтанки, 118.

Член Пушкинской Комиссии Российской Академии наук.

Член Совета по государственной культурной политике при Председателе Совета Федерации Российской Федерации.

Председатель Экспертного совета по работе с соотечественниками, проживающими за рубежом, Комитета по внешним связям Администрации Санкт-Петербурга.

Член Союза кинематографистов России.

Член Международного Совета музеев (ИКОМ). Избирался вице-президентом и членом Президиума ИКОМ России, в 1998—2001 гг. был представителем России в Комитете литературных музеев (ИКЛМ) Международного Совета музеев.

## Публикации
- Некрасов С. М. Российская Академия. — М.: Современник, 1984. — 256, [16] с. — 25 000 экз.
- Апостол добра. Повествование о Н. И. Новикове. — М., 1994.
- Близ вод, сиявших в тишине. — СПб., 1995.
- Лицей после Лицея. — М., 1997.
- Пушкинские музеи России как явление культуры. — СПб., 1998.
- Музей поэта. — СПб., 1999.
- А. С. Пушкин. Жизнь и лира. (В соавторстве с Г. М. Седовой, Р. В. Иезуитовой; Н. Л. Петровой). — СПб., 1999.
- В зеркале одиннадцатой музы. — СПб., 2000.
- Пушкинские перекрестки Европы. — СПб., 2002.
- Три эпохи музея. — СПб., 2004 (в соавторстве с Р. В. Иезуитовой).
- «Куда бы нас ни бросила судьбина…». Выпускники Императорского Александровского Лицея в эмиграции. — М., 2007.
- Под сенью дружных муз: Царское Село — город русской поэзии. — СПб., 2007; 2-е изд.: СПб., 2015.
- Лицейская лира. Лицей в творчестве его воспитанников. — СПб., 2007.
- «Прошли года чредою незаметной…». — СПб., 2009.
- «Душа в заветной лире…». — СПб., 2010.
- Лицейская энциклопедия. В 2-х тт. Т. 1. Императорский Царскосельский Лицей (1811—1843). — СПб., 2010. 520 с.; ил. Т. 2. Императорский Александровский Лицей (1844—1917). — СПб., 2013. 776 с.; ил./ С. М. Некрасов — рук. проекта, отв. редактор. Автор предисловий и 27 статей. Справочное издание.
- «Спасительная сень. Записки директора Пушкинского музея». — Иркутск, 2013.
- «Всероссийский музей А. С. Пушкина. Шедевры и реликвии». — СПб., 2013.
- Идеи и образы русского просвещения. — СПб., 2015.

## Награды и премии
- Орден Дружбы (17 мая 2016 года) — за большие заслуги в развитии отечественной культуры и искусства, средств массовой информации и многолетнюю плодотворную деятельность[4].
- Медаль Пушкина (4 июня 1999 года) — в ознаменование 200-летия со дня рождения А. С. Пушкина, за заслуги в области культуры, просвещения, литературы и искусства[5].
- Медаль «В память 300-летия Санкт-Петербурга» (2003)[6].
- Заслуженный деятель искусств Российской Федерации (19 мая 2005 года) — за заслуги в области искусства[7].
- Знак отличия «За заслуги перед Санкт-Петербургом» (3 сентября 2007 года)[8].
- Царскосельская художественная премия (1999).
- Премия Александра Солженицына (2020) — за многолетнее подвижничество на ниве русской культуры; за создание музея Гавриила Романовича Державина.
- Кавалер французского ордена Ordre des ARTS et des Lettres (За заслуги в области искусств и литературы) (2007).
- За заслуги в области франкофонии Золотая медаль «La Renaissanse française» (2017).
- Орден «За заслуги перед Отечеством» 3 степени (31.07.2025)[9].